# Rudolf Wertz
Rudolf Wertz (* 16. September 1909 in Wien; † 1966) war ein Arzt, der als Österreicher den Ehrentitel „Gerechter unter den Völkern“ erhielt.
Rudolf Wertz rettete im Jahr 1941 viele Juden vor der Deportation nach Polen, indem er ihnen Bestätigungen schwerer Krankheiten ausstellte. Er handelte aus humanitären Gründen und verlangte von seinen jüdischen Patienten pro forma eine Ordinationsgebühr von nur 5 Reichsmark.
Eine der Geretteten war die Jüdin Gertrude Fritz, die, als sie zu Wertz kam, schon auf einer Deportationsliste stand. Wertz attestierte ihr ein Geschwür in der Gebärmutter und verordnete ihr sechs Wochen Bettruhe. Zwar kamen von Zeit zu Zeit Gestapo-Ärzte zu ihr, jedoch glaubten sie dem Krankenschein von Wertz und Frau Fritz wurde in dieser Zeit nicht deportiert.
Später entdeckte die Gestapo die Hilfsaktionen von Wertz und er wurde in eine Strafkompanie überführt. Er wurde erst bei Kriegsende befreit und arbeitete danach wieder als Arzt in Wien. Am 21. Mai 1966 wurde Rudolf Wertz von Yad Vashem die Auszeichnung „Gerechter unter den Völkern verliehen“.